# China Moses

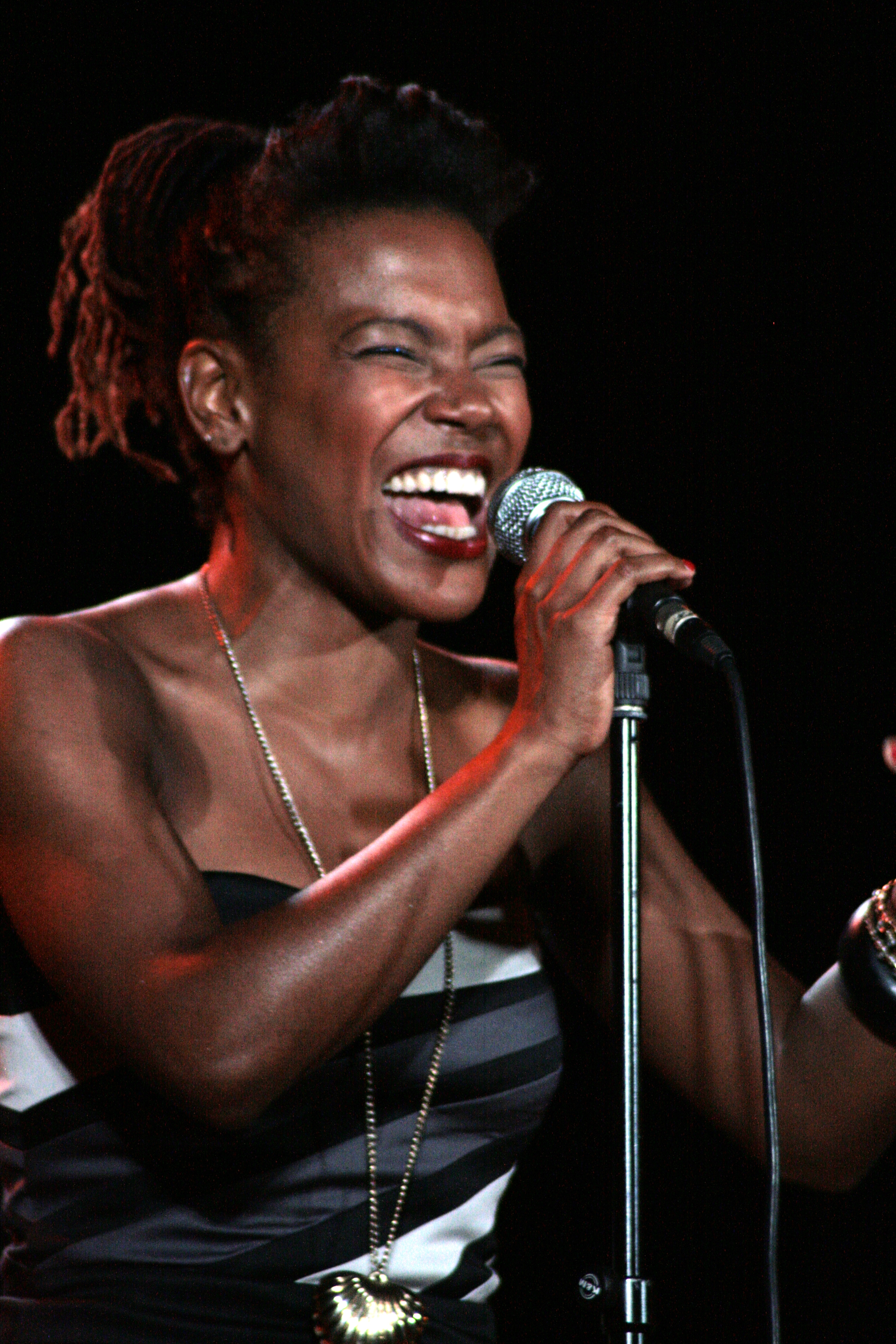
China Moses bei einem Liveauftritt 2008

China Moses (* 9. Januar 1978 in Los Angeles) ist eine amerikanische R&B- und Jazz-Sängerin und TV-Moderatorin. Sie lebt in Paris.

## Leben
China Moses ist die Tochter der Jazz-Sängerin Dee Dee Bridgewater und des Film- und Fernsehregisseurs Gilbert Moses. 1996 brachte sie auf dem französischen Label Source eine erste Single heraus, „Time“, einen R&B-Song auf Französisch, für das der, v. a. als Modephotograph bekannte Jean-Baptiste Mondino einen Videoclip drehte. Es folgte ihr Debüt-Album China. Neben den Aufnahmen zu zwei weiteren eigenen Alben 2000 und 2004, arbeitete sie auch mit Meshell Ndegeocello, Guru, Étienne de Crécy, DJ Mehdi, Diam’s  zusammen.
Bei einem Auftritt als Backgroundsängerin von Camille lernte sie den Jazz-Pianisten Raphaël Lemonnier kennen, mit dem sie ein Tribut an Dinah Washington entwickelte, das 2009 als Album unter dem Titel This One’s for Dinah auf Blue Note erschien.

## Diskografie
- China (1997)
- On tourne on rond (Virgin, 2000)
- Good Lovin (2004)
- This One’s for Dinah, mit Raphaël Lemonnier (Blue Note, 2009)
- Crazy Blues (EmArcy, 2012, zusammen mit Raphael Lemonnier)
- Nightintales (MPS, 2017)